# Acétonitrile
L'acétonitrile, ou cyanure de méthyle, est un composé organique de formule CH3CN. Ce liquide incolore, d'odeur sucrée, est le nitrile organique le plus simple, et très souvent utilisé en tant que solvant.

## Production, applications industrielles, économie et histoire
L'acétonitrile est obtenu comme sous-produit de la production de l'acrylonitrile, c'est pourquoi la tendance à la production d'acétonitrile suit généralement celle de l'acrylonitrile. Les plus grands producteurs de cette molécule aux États-Unis sont Ineos, DuPont, J.T. Baker Chemical, et Sterling Chemicals. En 1992, 14 700 tonnes d'acétonitrile ont été produites aux États-Unis. En 2008, la crise économique ayant entrainé une baisse soudaine de la demande en fibres et résines acryliques, la production d'acrylonitrile et d'acétonitrile a chuté et le prix de l'acétonitrile a été multiplié par quinze en quelques mois. L'acétonitrile est utilisé comme solvant, notamment dans l'industrie pharmaceutique, mais également comme intermédiaire réactionnel dans la production de bon nombre de substances chimiques, des pesticides aux parfums.

## Usages en laboratoire
C'est un solvant de choix pour tester une réaction chimique inconnue. Il est polaire, et son domaine liquide est assez étendu ce qui le rend commode. Il dissout une large gamme de composés sans encombre, conséquemment à la présence de protons non acides. L'acétone présente les mêmes propriétés mais elle est plus acide et plus réactive envers les bases et les nucléophiles.
En chimie inorganique, l'acétonitrile est très employé comme ligand, abrégé MeCN. On l'utilise par exemple sous la forme PdCl2(MeCN)2 préparé en chauffant à reflux du dichlorure de palladium dans l'acétonitrile.
C'est un solvant commun en voltampérométrie cyclique en raison de sa constante diélectrique relativement élevée. L'acétonitrile est aussi souvent utilisée en chromatographie en phase liquide, où il sert de phase mobile pour la séparation de molécules.

## Précautions
Il est nocif et inflammable. Il peut pénétrer par voie orale, cutanée ou par inhalation. Il est métabolisé en acide cyanhydrique et thiocyanate.

## Détection dans des disques circumstellaires
En avril 2015, des astronomes utilisant ALMA annoncent la détection de grandes quantités d'acétonitrile dans le disque protoplanétaire entourant la jeune étoile MWC 480.